# HD119015
HD119015 — хімічно пекулярна зоря спектрального класу
A5 й має видиму зоряну величину в смузі V приблизно  9,3.